# Votorantim S.A.
Votorantim S.A. er et brasiliansk holdingselskab og konglomerat, der driver virksomhed i 16 lande. De er engageret indenfor byggematerialer, finansiering, metaller, minedrift, energi, fødevarer, fast ejendom og infrastruktur. De har 36.507 ansatte.
Virksomheden blev etableret i 1918 af José Ermírio de Moraes i Votorantim, São Paulo.

## Datterselskaber
Datterselskaber:
- Votorantim Cimentos — Byggematerialer[10]
- Banco BV — Finansiering og bank
- Companhia Brasileira de Aluminio — Aluminium
- Auren Energia — Vedvarende energi
- Nexa Resources — Metaller og minedrift
- Citrosuco — Appelsinjuice
- Acerbrag — Stål
- Altre — Fast ejendom
- 23S Capital — Investering[11]
- CCR — Infrastruktur og mobilitet[12]